# Cynometra filifera
Cynometra filifera é uma espécie vegetal da família Fabaceae.
Apenas pode ser encontrada na Tanzânia.